# Bryophryne bakersfield
Bryophryne bakersfield es una especie de anfibio anuro de la familia Craugastoridae.

## Distribución geográfica
Esta especie es endémica de la región de Cuzco del Perú. Se encuentra entre los 3506 y 3651 m sobre el nivel del mar.

## Publicación original
- Chaparro, Padial, Gutiérrez & De la Riva, 2015: A new species of Andean frog of the genus Bryophryne from southern Peru (Anura: Craugastoridae) and its phylogenetic position, with notes on the diversity of the genus. Zootaxa, n.º 3994, p. 94–108.[3]